# ۱۲۸۹ (قمری)
۱۲۸۹ (قمری)، هزار و دویست و هشتاد و نهمین سال در گاهشماری هجری قمری است. اول محرم این سال برابر با یازدهم مارس سال ۱۸۷۲ میلادی است.

## زادگان
محمدعلی شاه ، فرزند مظفرالدین شاه ، ششمین شاه قاجار

## وابسته
- محمدعلی شاه قاجار
- وزارت بازرگانی جمهوری اسلامی ایران
- گورستان ایرانیان شیعه در سن‌پترزبورگ
- تاج الملوک (قاجار)
- میرزا تقی خان کاشانی